# Frisinnade Demokratiska Riksdagsgruppen
Frisinnade Demokratiska Riksdagsgruppen (nederländska: Vrijzinnig-democratische Kamerclub) var[när?] en förening av nederländska parlamentsledamöter, tillhörande Liberala Unionen.
Riksdagsgruppen (som vid denna tid omfattade omkring 25 av partiets 35 parlamentariker) backade 1901 upp ett förslag från partistyrelsen om att alla partiets kandidater skulle ställa sig bakom en valplattform med krav på allmän rösträtt. När partikongressen röstade ner denna proposition valde majoriteten av Frisinnade Demokratiska Riksdagsgruppen att lämna Liberala Unionen, gå samman med Radikala Förbundet och bilda Frisinnade Demokratiska Förbundet.